# Birkenheide
Birkenheide é um município da Alemanha localizado no distrito de Rhein-Pfalz-Kreis, estado da Renânia-Palatinado.
Pertence ao Verbandsgemeinde de Maxdorf.